# Ken Daneyko
Kenneth Stephen Daneyko, född 17 april 1964 i Windsor i Ontario, är en kanadensisk före detta professionell ishockeyspelare. Daneyko har rekordet för flest antal spelade matcher för NHL-laget New Jersey Devils med 1283. Detta har givit honom smeknamnet "Mr. Devil". Han vann Stanley Cup med Devils tre gånger – 1995, 2000 och 2003.
Ken Daneyko spelade juniorhockey i WHL för Great Falls Americans, Spokane Flyers, Seattle Breakers och Kamloops Junior Oilers. Han valdes av New Jersey Devils i första rundan som 18:e spelare totalt i NHL-draften 1982.

## NHL
Daneyko gjorde NHL-debut för New Jersey Devils säsongen 1983–84 då han spelade 11 matcher och gjorde 1 mål och 4 assist. Säsongen 1984–85 spelade han i AHL för Maine Mariners och gjorde även en match i NHL för Devils.
1985–86 delade Daneyko speltiden mellan Maine Mariners och New Jersey Devils innan han blev fulltidsspelare i Devils och NHL säsongen 1986–87.
Säsongen 1987–88 nådde Devils något överraskande semifinal i Stanley Cup-slutspelet där man föll mot Boston Bruins med 4-3 i matcher. Slutspelet var Daneykos första i NHL och han gjorde 1 mål och 6 assist för 7 poäng på 20 matcher.
Daneyko var en tidig byggsten i ett New Jersey Devils som skulle komma att bli ett av de absolut starkaste defensiva lagen i NHL. Säsongen 1991–92 tilldelades New Jersey Devils backen Scott Stevens från St. Louis Blues av NHL:s skiljedomstol då Blues brutit mot NHL:s regelverk då de skrivit kontrakt med Devils forward Brendan Shanahan. Samma säsong spelade den då 18-årige backen Scott Niedermayer och den 19-årige målvakten Martin Brodeur sina första matcher i NHL för Devils och dessa spelare skulle tillsammans komma att forma stommen till ett storlag.
Säsongen 1993–94 nådde Daneyko och Devils sin andra semifinal i klubbens historia där man föll mot New York Rangers med 4-3 i matcher efter att man förlorat match 7 på övertid.

### Stanley Cup
Daneyko och Devils var tillbaka i slutspelet den förkortade Lockout-säsongen 1994–95 och den här gången fanns det ingenting som kunde stoppa dem från att vinna det ultimata priset. Devils slog ut Boston Bruins, Pittsburgh Penguins och Philadelphia Flyers innan man stötte på Detroit Red Wings från Western Conference i finalen. Red Wings hade vunnit Presidents' Trophy som grundseriens bästa lag och stormat fram i slutspelet med endast två förlustmatcher. I finalen blev det dock tvärstopp mot Devils som vann fyra raka matcher med siffrorna 2-1, 4-2, 5-2 och 5-2.
Säsongen 1995–96 blev ett stort misslyckande för Daneykos Devils som missade slutspelet som regerande mästare två poäng bakom 8:e laget i Eastern Conference Tampa Bay Lightning. Säsongen 1996–97 var man dock tillbaka i slutspelet efter att ha vunnit Eastern Conference men förlorade i andra rundan i slutspelet mot New York Rangers med 4-1 i matcher.
Säsongen 1999–00 var New Jersey Devils tillbaka i Stanley Cup-final där man besegrade de regerande mästarna Dallas Stars med 4-2 i matcher. Samma säsong tilldelades Ken Daneyko Bill Masterton Memorial Trophy. Året efter, 2000–01, föll man i finalen mot Colorado Avalanche med 4-3 i matcher.
Daneyko skulle spela sin sista säsong i NHL 2002–03 och fick avsluta på topp. Han spelade 13 matcher i slutspelet där New Jersey vann finalen mot Mighty Ducks of Anaheim med 4-3 i matcher för Daneykos och klubbens tredje Stanley Cup.

## Internationellt
Ken Daneyko spelade två VM-turneringar för det kanadensiska landslaget, 1986 i Moskva och 1989 i Stockholm, med ett brons och silver som resultat.

## Spelstil
Ken Daneyko var en utpräglat defensiv back med en oöm spelstil. På 1283 grundseriematcher i NHL gjorde han 36 mål och 142 assist för totalt 178 poäng. Han samlade också på sig 2519 utvisningsminuter.
På 175 slutspelsmatcher gjorde Daneyko 5 mål och 17 assist för 22 poäng tillsammans med 296 utvisningsminuter.

## Meriter
- WHL President's Cup – 1984
- Stanley Cup – 1995, 2000, 2003
- Bill Masterton Memorial Trophy – 2000
- Daneykos tröja #3 pensionerad av New Jersey Devils
- VM-brons – 1986
- VM-silver – 1989

## Statistik
SJHL = Saskatchewan Junior Hockey League, AJHL = Alberta Junior Hockey League

### Klubbkarriär
| 1979–80    | Yorkton Terriers       | SJHL         |      | 1  | 20  | 21  | 0    |     |   |    |    |     |
| 1979–80    | Great Falls Americans  | WHL          | 1    | 0  | 0   | 0   | 0    | –   | – | –  | –  | –   |
| 1980–81    | Spokane Flyers         | WHL          | 62   | 6  | 13  | 19  | 140  | 4   | 0 | 0  | 0  | 0   |
| 1980–81    | St. Albert Saints      | AJHL         | 1    | 0  | 0   | 0   | 4    | –   | – | –  | –  | –   |
| 1981–82    | Spokane Flyers         | WHL          | 26   | 1  | 11  | 12  | 147  | –   | – | –  | –  | –   |
| 1981–82    | Seattle Breakers       | WHL          | 38   | 1  | 22  | 23  | 151  | 10  | 1 | 9  | 10 | 42  |
| 1981–82    | St. Albert Saints      | AJHL         | 1    | 0  | 2   | 2   | 0    | –   | – | –  | –  | –   |
| 1982–83    | Seattle Breakers       | WHL          | 69   | 17 | 43  | 60  | 150  | 4   | 1 | 3  | 4  | 14  |
| 1983–84    | New Jersey Devils      | NHL          | 11   | 1  | 4   | 5   | 17   | –   | – | –  | –  | –   |
| 1983–84    | Kamloops Junior Oilers | WHL          | 19   | 6  | 28  | 34  | 52   | 17  | 4 | 9  | 13 | 28  |
| 1984       | Kamloops Junior Oilers | Memorial Cup |      |    |     |     |      | 4   | 2 | 2  | 4  | 10  |
| 1984–85    | Maine Mariners         | AHL          | 80   | 4  | 9   | 13  | 206  | 11  | 1 | 3  | 4  | 36  |
| 1984–85    | New Jersey Devils      | NHL          | 1    | 0  | 0   | 0   | 10   | –   | – | –  | –  | –   |
| 1985–86    | Maine Mariners         | AHL          | 21   | 3  | 2   | 5   | 75   | –   | – | –  | –  | –   |
| 1985–86    | New Jersey Devils      | NHL          | 44   | 0  | 10  | 10  | 100  | –   | – | –  | –  | –   |
| 1986–87    | New Jersey Devils      | NHL          | 79   | 2  | 12  | 14  | 183  | –   | – | –  | –  | –   |
| 1987–88    | New Jersey Devils      | NHL          | 80   | 5  | 7   | 12  | 239  | 20  | 1 | 6  | 7  | 83  |
| 1988–89    | New Jersey Devils      | NHL          | 80   | 5  | 5   | 10  | 283  | –   | – | –  | –  | –   |
| 1989–90    | New Jersey Devils      | NHL          | 74   | 6  | 15  | 21  | 216  | 6   | 2 | 0  | 2  | 21  |
| 1990–91    | New Jersey Devils      | NHL          | 80   | 4  | 16  | 20  | 249  | 7   | 0 | 1  | 1  | 10  |
| 1991–92    | New Jersey Devils      | NHL          | 80   | 1  | 7   | 8   | 170  | 7   | 0 | 3  | 3  | 16  |
| 1992–93    | New Jersey Devils      | NHL          | 84   | 2  | 11  | 13  | 236  | 5   | 0 | 0  | 0  | 8   |
| 1993–94    | New Jersey Devils      | NHL          | 78   | 1  | 9   | 10  | 176  | 20  | 0 | 1  | 1  | 45  |
| 1994–95    | New Jersey Devils      | NHL          | 25   | 1  | 2   | 3   | 54   | 20  | 1 | 0  | 1  | 22  |
| 1995–96    | New Jersey Devils      | NHL          | 80   | 2  | 4   | 6   | 115  | –   | – | –  | –  | –   |
| 1996–97    | New Jersey Devils      | NHL          | 77   | 2  | 7   | 9   | 70   | 10  | 0 | 0  | 0  | 28  |
| 1997–98    | New Jersey Devils      | NHL          | 37   | 0  | 1   | 1   | 57   | 6   | 0 | 1  | 1  | 10  |
| 1998–99    | New Jersey Devils      | NHL          | 82   | 2  | 9   | 11  | 63   | 7   | 0 | 0  | 0  | 8   |
| 1999–00    | New Jersey Devils      | NHL          | 78   | 0  | 6   | 6   | 98   | 23  | 1 | 2  | 3  | 14  |
| 2000–01    | New Jersey Devils      | NHL          | 77   | 0  | 4   | 4   | 87   | 25  | 0 | 3  | 3  | 21  |
| 2001–02    | New Jersey Devils      | NHL          | 67   | 0  | 6   | 6   | 60   | 6   | 0 | 0  | 0  | 8   |
| 2002–03    | New Jersey Devils      | NHL          | 69   | 2  | 7   | 9   | 33   | 13  | 0 | 0  | 0  | 2   |
| WHL totalt | WHL totalt             | WHL totalt   | 215  | 31 | 117 | 148 | 640  | 35  | 6 | 21 | 27 | 84  |
| AHL totalt | AHL totalt             | AHL totalt   | 101  | 7  | 11  | 18  | 281  | 11  | 1 | 3  | 4  | 36  |
| NHL totalt | NHL totalt             | NHL totalt   | 1283 | 36 | 142 | 178 | 2519 | 175 | 5 | 17 | 22 | 296 |

### Internationellt
| År            | Lag           | Turnering     |    | Matcher | Mål | Assist | Poäng | Utv |
| ------------- | ------------- | ------------- | -- | ------- | --- | ------ | ----- | --- |
| 1986          | Kanada        | VM            | 7  | 0       | 0   | 0      | 0     |     |
| 1989          | Kanada        | VM            | 8  | 0       | 0   | 0      | 4     |     |
| Senior totalt | Senior totalt | Senior totalt | 15 | 0       | 0   | 0      | 4     |     |